# Brian Rowe
Brian Michael Rowe (Chicago, 16 novembre 1988) è un ex calciatore statunitense, di ruolo portiere.

## Carriera
Rowe viene inizialmente selezionato dal Chivas USA al SuperDraft del 2012 ma non riesce a trovare un'intesa con il club. Il 13 luglio 2012 firma con i Los Angeles Galaxy. Il 27 aprile 2013 debutta nella MLS contro il Real Salt Lake visto l'infortunio occorso al portiere titolare Carlo Cudicini.Terminerà la partita senza subire reti e aiutando la squadra a conquistare la vittoria finale.
Il maggio del 2021, a 33 anni, annuncia il suo ritiro dal calcio giocato.

## Statistiche

### Presenze e reti nei club
Statistiche aggiornate al 12 maggio 2017.
| Stagione                  | Squadra                   | Campionato                | Campionato | Campionato | Coppe nazionali | Coppe nazionali | Coppe nazionali | Coppe continentali | Coppe continentali | Coppe continentali | Altre coppe | Altre coppe | Altre coppe | Totale | Totale |
| Stagione                  | Squadra                   | Comp                      | Pres       | Reti       | Comp            | Pres            | Reti            | Comp               | Pres               | Reti               | Comp        | Pres        | Reti        | Pres   | Reti   |
| ------------------------- | ------------------------- | ------------------------- | ---------- | ---------- | --------------- | --------------- | --------------- | ------------------ | ------------------ | ------------------ | ----------- | ----------- | ----------- | ------ | ------ |
| 2012                      | Los Angeles Galaxy        | MLS                       | 0          | 0          | USOC            | 0               | 0               | CCL                | 0                  | 0                  | -           | -           | -           | 0      | 0      |
| 2013                      | Los Angeles Galaxy        | MLS                       | 4          | -4         | USOC            | 1               | -2              | CCL                | 0                  | 0                  | -           | -           | -           | 5      | -6     |
| 2014                      | Los Angeles Galaxy        | MLS                       | 3          | -3         | USOC            | 0               | 0               | CCL                | 3                  | -4                 | -           | -           | -           | 6      | -7     |
| 2015                      | Los Angeles Galaxy        | MLS                       | 7          | -9         | USOC            | 3               | -1              | -                  | -                  | -                  | -           | -           | -           | 10     | -10    |
| 2016                      | Los Angeles Galaxy        | MLS                       | 31+3       | -35        | USOC            | 1               | -2              | CCL                | 4                  | -3                 | -           | -           | -           | 38+3   | -40    |
| 2017                      | Los Angeles Galaxy        | MLS                       | 4          | -7         | USOC            | -               | -               | -                  | -                  | -                  | -           | -           | -           | 4      | -7     |
| Totale Los Angeles Galaxy | Totale Los Angeles Galaxy | Totale Los Angeles Galaxy | 59+3       | -74        |                 | 5               | -8              |                    | 7                  | -7                 |             | -           | -           | 60+3   | -70    |
| Totale carriera           | Totale carriera           | Totale carriera           | 68         | -82        |                 | 5               | -8              |                    | 7                  | -7                 |             | -           | -           | 80     | -97    |

## Palmarès

### Club

#### Competizioni nazionali
- Campionato MLS: 1

Los Angeles Galaxy: 2014